# Teoría de prototipos
La teoría de prototipos es una teoría desarrollada en el marco de la psicología cognitiva y la lingüística cognitiva que explica de modo naturalista la categorización, y se opone al modelo tradicional de la categorización basado en la lógica aristotélica en el que la pertenencia de los miembros a categorías dependía de condiciones necesarias y suficientes. Frente a la creencia común de que las categorías son clases homogéneas y discretas, la teoría de prototipos propone una concepción de las categorías como clases heterogéneas y no discretas que dependen de la cognición (humana o animal), en las que habría algunos miembros más representativos de la categoría que otros. Los miembros más representativos de cada clase se llaman prototipos, de ahí el nombre de la teoría.

## Primera formulación
Los primeros trabajos en teoría de prototipos fueron llevados a cabo por la psicóloga cognitiva estadounidense Eleanor Rosch y su equipo, que partieron de los resultados de los estudios de los antropólogos Brent Berlin y Paul Kay sobre la categorización de los colores en hablantes de distintas lenguas. Berlin y Kay llegaron a la conclusión de que la manera en que estos individuos categorizaban mentalmente los colores no era arbitraria ni estaba totalmente determinada por su lengua -como asegura el llamado relativismo lingüístico, cuya versión más fuerte es la llamada hipótesis de Sapir-Whorf, sino que se estructuran en torno a los colores básicos, más claramente diferenciables.
Rosch trasladó estas conclusiones al campo de la psicología y comprobó que en la percepción de los colores eran importantes perceptualmente unos «focos cromáticos» a los que denominó prototipos. A partir de diversos experimentos, llegó a la conclusión de que no todos los ejemplares que un sujeto agrupaba en una misma categoría resultaban «buenos ejemplos» de esa categoría, lo que mostraba que en las clases existían miembros más prototípicos que otros y que no era posible definir una categoría por condiciones necesarias y suficientes, como se venía haciendo.
El prototipo fue definido por Rosch como el ejemplar más representativo de una categoría, el que más rasgos comparte con el resto de miembros de esta y menos con los de otras categorías. A su vez, las categorías no se conciben como clases discretas, es decir, con límites definidos, sino con unos límites difusos, en los que se encontrarían los miembros periféricos de las categorías vecinas, cuya transición sería gradual.

## Términos de nivel básico
Otro de los hallazgos de la teoría de prototipos concierne la jerarquía de las relaciones semánticas (bien la jerarquía vertical, a través de relaciones de hiponimia o de hiperonimia, bien la jerarquía horizontal, a través de las relaciones de cohiponimia). Los experimentos de Rosch et alii en los años 70 probaron que el “término medio”, es decir, el elemento que se encuentra en el punto medio de una escala de relaciones hiperonímicas e hiponímicas, es el más representativo de la categoría y de allí prototípico. Para poner un ejemplo, es difícil (o hasta casi imposible) hacerse una idea de lo que es un típico animal (hiperónimo) o de un típico petirrojo (hipónimo), pero sí de un típico pájaro (término básico). 
La elección de un Basic level term se presenta como una opción ventajosa en cuanto que tiene una fácil representación mental pero todavía ninguna representación concreta, específica. La frase “un pájaro se apoya en una rama” tiene mejor recepción que “un animal se apoya en una rama” (demasiado genérica) o “un petirrojo se apoya en una rama” (demasiado específica). Por otra parte, los experimentos han demostrado que los “términos básicos” poseen, además del saliente semántico, también una serie de interesantes características en el plano comunicativo. Además, se ha demostrado también que los “términos básicos” poseen además una serie de rasgos recurrentes: son palabras cortas, muy comunes y utilizadas en contextos neutros; son las primeras aprendidas por los niños y en entrar en el léxico de una lengua.

## Críticas a la primera formulación de la teoría de prototipo
Una de las objeciones más comunes a la teoría de prototipos es la falta de características propias de muchas clases y cosas que lleva a una “difusión” de las categorías (fuzziness), lo cual puede generar confusión. Para paliar este problema se han introducido los conceptos de “categorías populares” y “categorías profesionales” (folk y expert categories, respectivamente) que ayudan a poner “vallas” (ingl. hedges; Taylor 1995), es decir, a delimitar pragmáticamente los elementos que parecen pertenecer a dos categorías simultáneamente: por ej. una ballena no es un pez stricto sensu, porque es un mamífero (categoría profesional), pero en una opinión popular o infantil puede ser considerada un pez por vivir bajo el agua (categoría popular).

## Posterior desarrollo de la teoría de prototipos
Los problemas y limitaciones planteados por la primera formulación de la teoría de prototipos llevaron a una reestructuración del concepto de prototipo, gracias sobre todo a las aportaciones de los estudios de Wittgenstein acerca del concepto de “juego”.

## La incorporación de los estudios de Wittgenstein y del concepto de “semejanzas de familia” (Familienähnlichkeiten)
Una versión posterior de la teoría de prototipos engloba los hallazgos de Wittgenstein, que, investigando la categoría “juego”, no había podido encontrar ninguna serie de características que fuese común a todos los elementos del sistema. El filósofo concluía su experimento afirmando que los elementos de una categoría parecen constituir más bien familias individuales que comparten uno o más rasgos en común (las "semejanzas de familia"), en lugar de ser agrupadas en un conjunto donde uno de ellos representa el más representativo del sistema (teoría estándar).
La idea es en efecto la de una “semejanza de familia”, es decir, de una serie de conceptos que se parecen, así como acontece entre miembros de la misma familia. Algunos miembros de una familia de conceptos son más “típicos” porque comparten numerosas características con muchos otros elementos de la familia, mientras que otros son más atípicos, puesto que comparten menos características con los otros miembros.

## El Modelo Cognitivo Idealizado (MCI)
George Lakoff (1987) recoge el fruto de los estudios de Wittgenstein para organizar las “semejanzas de familia” en su “Modelo Cognitivo Idealizado” (Idealized Cognitive Model, ICM). En esta nueva concepción de la teoría de prototipos, elementos con muy pocas características en común son puestos en correlación gracias a categorías radiales, debidas a asociaciones mentales periféricas como las que pueden ocurrir entre un “pájaro” y un “avión” o con cualquier objeto capaz de volar. Este nuevo modelo permite, por ejemplo, explicar desde el punto de vista cognitivo la existencia de la metáfora y de la metonimia en las lenguas, así como de la polisemia.
Más allá, esta nueva evolución de la teoría de prototipos tiene aplicaciones en cualquier campo de la lingüística susceptible de categorización (por ejemplo, puede determinar cómo es un sustantivo prototípico o establecer prototipos en la fonología, etcétera).